# Bosna Sarajevo
Le Bosna Sarajevo, ou Association sportive universitaire Bosna (en bosnien : Univerzitetsko sportsko društvo Bosna), est un club omnisports situé à Sarajevo en Bosnie-Herzégovine.
Il est notamment connu pour ses sections de basket-ball du KK Bosna, d'échecs du ŠK Bosna et de handball du RK Bosna Sarajevo.

## Historique
L'association est créé le 7 décembre 1947 afin d'organiser les clubs sportifs universitaire de Sarajevo. L'USD Bosna est la plus importante association sportive de Bosnie-Herzégovine avec 19 sports représentés.
Les sections les plus reconnues sont celles du basket-ball (le KK Bosna a notamment remporté l'Euroligue en 1979), des échecs (le ŠK Bosna est champion d'Europe à 4 reprises) et du handball (le RK Bosna est actuellement le meilleur club de Bosnie).

## Clubs
Actuellement, 19 sections composent l'USD Bosna :
| Sport            | Nom de la section                | Création |
| ---------------- | -------------------------------- | -------- |
| Football         | Fudbalski klub Bosna             | 1947     |
| Volley-ball      | Odbojkaški klub Bosna            | 1947     |
| Handball         | Rukometni klub Bosna             | 1948     |
| Athlétisme       | Atletski klub Bosna              | 1949     |
| Basket-ball      | Košarkaški klub Bosna            | 1951     |
| Tennis de table  | Stonoteniski klub Bosna          | 1952     |
| Lutte            | Hrvački klub Bosna               | 1957     |
| Judo             | Džudo klub Bosna                 | 1960     |
| Échecs           | Šahovski klub Bosna              | 1960     |
| Natation         | Plivački klub Bosna              | 1960     |
| Haltérophilie    | Klub dizača tegova Bosna         | 1960     |
| Karaté           | Univerzitetski karate klub Bosna | 1967     |
| Plongeon         | Ronilački klub Bosna             | 1976     |
| Gymnastique      | Gimnastički klub Bosna           | 1978     |
| GRS              | Klub ritmičke gimnastike Bosna   | 1979     |
| Hockey sur glace | Hokej klub Bosna                 | 1980     |
| Patin à glace    | Klizačko koturaljski klub Bosna  | 1981     |
| Water-polo       | Vaterpolo klub Bosna             | 1984     |
| Tennis           | Teniski klub Bosna               | 1985     |

## Clubs disparus
- Biciklistički klub Bosna
- Mačevalački klub Bosna
- Ski klub Bosna